# Le Film ce soir
Le Film ce soir puis Au cinéma ce soir est une émission de télévision diffusée tous les soirs, de janvier 1988 au avril 1992 sur La Cinq. Cette soirée est inspirée par le format américain de 1987 NBC Saturday Night at the Movies diffusé sur NBC. En avril 1991, l'émission change de titre et devient « Au Cinéma ce soir » titre d'une émission de télévision produite par Armand Panigel et diffusée entre 1969 et 1975 sur la Première chaîne de l'ORTF. 

## Historique
Au départ La Cinq diffuse des films dans la case Le Cinéma sur La Cinq, et les téléfilms dans Les Grands films du petit écran. Mais après l'échec des émissions de variété de Patrick Sébastien, Patrick Sabatier et Stéphane Collaro la grille est remaniée. Et dès janvier 1988 le slogan devient « La Cinq, tous les soirs un film ! ». À présent, films, téléfilms et mini-séries sont diffusées du lundi au dimanche à 20h50 sous l'étiquette Le Film ce soir.
À partir du 2 avril 1991, les soirées fiction deviennent thématiques et perdent le nom générique. Cependant, les cases du mardi et du dimanche consacrées au cinéma s'appellent désormais Au cinéma ce soir et conservent le thème musical de 1990.

## Générique
Le générique image diffusé de 1988 à 1989 a été créé par la même société américaine qui a réalisé pour NBC la version de 1987 du NBC Saturday Night at the Movies.

### Amende et mise en demeure du CSA
Le 24 novembre 1989, la chaîne est mise en demeure par le CSA, La Cinq ayant dépassé le plafond de 104 diffusions d'œuvres cinématographiques entre 20h30 et 22h30 pour l'année 1989, elle rediffuse la mini-série du 25 novembre 1989 au 2 décembre 1989.
Le 21 décembre 1989, le CSA condamne La Cinq a une amende de 5 millions de francs pour avoir diffusé un épisode du Voyageur le 27 juin 1989 à 16 h 30 et le téléfilm Les Voix de la nuit, le 10 juillet 1989 à 20 h 30. Les deux programmes étant trop violents pour être diffusés avant 22h30.

### L'affaire Mediaset - Paramount
La Cinq a bâti son succès sur la diffusion (ou rediffusion) de nombreux films à succès étrangers (surtout américains, issus du catalogue de Silvio Berlusconi) et français (rediffusés ou coproduits). En 2007, une enquête menée en Italie et aux États-Unis , puis un procès en 2012 révèlent que depuis 1988, Frank Agrama via la société Harmony Gold achetait des films et des séries aux majors américaines dont Paramount et Twentieth Century Fox et les revendaient plus chères au groupe Berlusconi,. Tout en faisant transiter la différence sur des comptes en Suisse afin de constituer une caisse noire. Le but étant de faire payer moins d'impôts en Italie au groupe Mediaset de Silvio Berlusconi. Ces films acquis ont aussi été diffusés sur les autres chaînes européennes du groupe dont Telecinco et La Cinq.

### Articles Connexes
- Ciné Dimanche